# Phagocata oregonensis
Phagocata oregonensis är en plattmaskart som beskrevs av Libbie Henrietta Hyman 1962. Phagocata oregonensis ingår i släktet Phagocata och familjen Planariidae. Inga underarter finns listade i Catalogue of Life.